# Betracis finita
Betracis finita är en insektsart som först beskrevs av Melichar 1902.  Betracis finita ingår i släktet Betracis och familjen Flatidae. Inga underarter finns listade i Catalogue of Life.